# Джо Камп
Джо Камп (на английски: Joe Camp) е американски режисьор и сценарист, известен като създател и режисьор на филмите за кучето Бенджи.
Следва реклама и маркетинг в Университета на Мисисипи от 1957 до 1961 г. Жени се за своята приятелка от колежа, Каролин Хопкинс, през 1960 г. Той е с нея до смъртта ѝ от сърдечно заболяване през 1997 г. Жени се за втори и последен път за Катлийн Камп през 2001 г. До смъртта си през 2024 г.
Известен е и с работата си с коне. Притежава и обучава пет коня в ранчото си във Вали Сентър (на английски: Valley Center), Калифорния. Автор е на две книги за опита си с конете, The Soul of a Horse: Life Lessons from the Herd и Born Wild: The Journey Continues. Издава още единадесет книги, включително три романа, книга за обучение на кучета, автобиография и книги за деца.

## Филмография
- Benji (1974)
- Hawmps! (1976)
- For the Love of Benji (1977)
- The Phenomenon of Benji (1978)
- Benji's Very Own Christmas Story (късометражен TV филм, 1978)
- The Double McGuffin (1979)
- Oh! Heavenly Dog (1980)
- Benji, Zax & the Alien Prince (TV сериал, 1983)
- Benji the Hunted (1987)
- Benji: Off the Leash! (2004)
- Benji (2018)